# Bisbat de Tournai
El bisbat de Tournai (francès: Diocèse de Tournai); llatí: Dioecesis Tornacensis) és una seu de l'Església catòlica als Bèlgica, sufragània de l'arquebisbat de Mechelen-Brussel·les
Al 2022 comptava amb 709.301 batejats d'un total de 1.345.947 habitants. Actualment està regida pel bisbe Guy Harpigny.

## Territori
La diòcesi comprèn la província de Hainaut, a la regió de Valònia.
La seu episcopal és la ciutat de Tournai, on es troba la catedral de Nostra Senyora. Al territori diocesà també es troben 3 basíliques menors: Notre-Dame de Bonne Espérance a Vellereille-les-Brayeux al municipi d'Estinnes; Notre-Dame de Bonsecours a Bon-Secours al municipi de Péruwelz; Notre-Dame de Tongre a Tongre-Notre-Dame al municipi de Chièvres.
El territori s'estén sobre 3.813 km² i està dividit en 547 parròquies

## Història
A la segona meitat del segle iii, sant Plató va evangelitzar Turnacum, l'actual Tournai, al territori dels menapis. Segons la tradició, va ser el primer bisbe, tot i que no hi ha proves documentals. Les posteriors invasions bàrbares del segle iv van esborrar la vida cristiana de Tournai, fins a finals del segle v.
La diòcesi va ser erigida en el primer terç del segle vi per Sant Remigi, prenent el seu territori de l'arxidiòcesi de Reims, de la qual va esdevenir sufragània. Tanmateix, no se sap si Tournai inicialment va tenir els seus propis bisbes, diferents dels de Noyon. La tradició reconeix Sant Eleuteri com el bisbe cert de Tournai ; després d'ell, en l'època de Sant Medard, les dues diòcesis es van unir, tot i que no eren contigües. Segons Duchesne, en canvi la unió s'hauria produït a finals del segle vi o a principis del VII; de fet, després de Sant Eleuteri, l'historiador bretó reconeix com a possibles bisbes de Tournai: Agreci, episcopus Toronnicae , que va participar en els concilis d'Orleans el 549 i de París el 552 ; i un bisbe anònim, esmentat per Gregori de Tours, amb motiu del setge de Tournai el 577.
El bisbe Acari de Noyon, a la primera meitat del segle vii, va participar activament en la reevangelització del territori de Tournai, promovent l'activitat missionera del bisbe itinerant Sant Amandus, que més tard va ser nomenat bisbe de Maastricht.El successor d'Acari, Sant Eloi, va anar en persona al territori de Tournai per continuar la tasca d'Amandus en la lluita contra el paganisme, encara molt actiu en aquelles terres.
El 1146, a petició del canonge Letbert le Blond i de l'abat Hériman de Saint Martin, i gràcies al suport de sant Bernat, Tournai es va separar de la diòcesi de Noyon; el primer bisbe va ser Anselm, abat de Saint Vincent de Laon , consagrat el mateix any. Al mateix temps, es va construir la nova catedral, que va ser consagrada el 9 de maig de 1171.
La diòcesi era molt gran i limitava amb la diòcesi de Thérouannea l'oest, amb la d'Arràs al sud-oest, amb la de Cambrai a l'est i amb la d'Utrecht al nord.
En el moment de la restauració de la seu, certament incloïa dos ardiaconats, el de Tournai i el de Flandes. A finals del segle xiii, aquest últim es va dividir en dos, donant lloc als arxidiaconats de Bruges i Gant. Al segle xiv, els tres arxidiaconats incloïen 12 deganats:
- l'ardiaconat de Tournai: els deganats de Tournai, Helchin, Courtrai, Lilla i Seclin;
- l'ardiaconat de Bruges: els deganats de Bruges, Oudenburg i Aardenburg;
- l'ardiaconat de Gant: els deganats de Gant, Roeselare, Audenarde i Waes.

De 1483 a 1505 va tenir lloc el cisma de Tournai: el papa va elegir successivament tres bisbes, mentre que el capítol, d'acord amb el rei de França, s'oposava a un bisbe nomenat pel capitular, la mort del qual va posar fi al cisma.
Amb la reorganització eclesiàstica dels Països Baixos duta a terme pel papa Pau IV amb la butlla Super Universas del 12 de maig de 1559, es van crear les diòcesis de Bruges i Gant separant els dos arxidiaconats del mateix nom del territori de la diòcesi de Tournai, que alhora es va convertir en sufragània de l'arxidiòcesi de Cambrai.
Durant la dominació espanyola, que va durar de 1521 a 1667, va continuar tenint bisbes originaris de la regió, mentre que la conquesta de la ciutat pels francesos va imposar prelats francesos a la càtedra de Tournai, fins que el Tractat d'Utrecht de 1713 va sancionar la dominació alemanya.
Durant l'episcopat de Gilbert de Choiseul († 1689 ) es va establir el seminari diocesà . Des del 1808, el seminari ha ocupat l'antic col·legi dels jesuïtes, que van arribar a Tournai el 1554.
Després del concordat amb la butlla Qui Christi Domini del papa Pius VII del 29 de novembre de 1801, va passar a formar part de la província eclesiàstica de l'arxidiòcesi de Malines. El territori es va fer coincidir amb el departament francès de Jemmapes, que ja no existeix avui dia i va ser substituït el 1830 per la província belga d'Hainaut; això va comportar l'annexió d'aproximadament 400 parròquies preses dels territoris de les seus de Lieja i Cambrai (a les quals, però, va cedir tots els territoris que formaven part del departament del Nord).
El 1967 el territori diocesà es va ampliar amb el districte de Mouscron, que pertanyia a la diòcesi de Bruges.

## Cronologia episcopal
- Sant Eleuteri † (primera meitat del segle vi)[5]
  - Seu unida a Noyon (segle vi - 1146)
- Anselme † (1146 - 1149 mort)
- Gérard † (1149 - 1166 mort)
- Walter † (1166 - 19 d'agost de 1171 mort)
- Everard d'Avesnes † (1173 - 28 de setembre de 1191 mort)
- Étienne, O.S.B. † (1193 - 11 de setembre de 1203 mort)
- Gossuin de Beauffort † (1204 - 29 d'octubre de 1218 mort)
- Walter de Marvis † (1219 - 16 de febrer de ? 1251 mort)
- Walter de Croix † (1252 - 14 de febrer de 1261 mort)
- Jean Buchiau† (1261 - 1266 mort)
- Jean d'Enghien † (1267 - 28 de juliol de 1274 nomenat bisbe de Lieja)
- Philippe Mus de Gand † (1275 - vers 1282 mort)
- Michel de Warenghien † (1283 - 1291 mort)
- Jean de Vassogne † (1292 - 1300 mort)
- Guy de Boulogne † (28 de febrer de 1301 - 28 de març de 1324 nomenat arquebisbe de Cambrai)
- Elie de Ventadour † (28 de març de 1324 - 1326 renuncià)
- Guillaume de Ventadour † (15 d'octubre de 1326 - 1333 mort)
- Théobald de Saussoire † (31 de maig de 1333 - 1333 o 1334 mort)
- Andrea Ghilini † (12 de setembre de 1334 - 1342 renuncià)
- Jean des Prés † (25 de setembre de 1342 - 13 de juny de 1349 mort)
- Pierre de la Foret † (24 de juliol de 1349 - 20 de desembre de 1350 nomenat bisbe de París)
- Philippe d'Arbois † (3 de gener de 1351 - 1377 mort)
- Obediència avinyonesa:
  - Pierre d'Auxy † (18 de maig de 1379 - ? mort)
  - Louis de la Trémouille † (2 de març de 1388 - 1410 mort)
  - Jean de Thoisy † (17 de setembre de 1410 - 2 de juny de 1433 mort)
- Obediència romana:
  - Jean de West † (15 de maig de 1380 - 6 de juny de 1384 mort)
  - Guillaume de Coudenberghes † (14 de març de 1386 - 19 d'agost de 1393 nomenat bisbe de Basilea)[6]
  - Guillaume † (4 d'agost de 1401 - ?)
- Jean d'Harcourt † (22 d'abril de 1433 - 5 de novembre de 1436 nomenat arquebisbe de Narbona)
- Jean Chevrot † (5 de novembre de 1436 - 5 de setembre de 1460 nomenat bisbe de Toul)
- Guillaume Fillâtre † (4 de setembre de 1460 - 11 d'agost de 1473 mort)
- Ferry de Clugny † (8 d'octubre de 1473 - 7 d'octubre de 1483 mort)
- Jean Monissart † (15 d'octubre de 1483 - 11 d'agost de 1491 mort)
  - Antonio Pallavicini Gentili  † (19 d'agost de 1491 - 1497 renuncià) (administrador apostòlica)
- Pierre Quicke, O.Cist. † (20 de desembre de 1497 - 1506 renuncià)
- Charles de Hautbois † (9 de març de 1506 - 1513 renuncià)
- Louis Guillard † (8 de juny de 1513 - 29 de març de 1525 nomenat bisbe de Chartres)
- Charles de Croy † (29 de març de 1525 - 13 de desembre de 1564 mort)
- Guibert D'Ongnies † (6 de juliol de 1565 - 25 d'agost de 1574 mort)
- Pierre Pintaflour † (4 de maig de 1575 - 10 d'abril de 1580 mort)
- Maximilien Morillon † (24 de gener de 1583 - 27 de març de 1586 mort)
- Jean Vendeville † (15 de juny de 1588 - 15 d'octubre de 1592 mort)
  - Louis de Berlaymont † (1593 - 15 de febrer de 1596 mort) (administrador apostòlica)
- Michel d'Esne † (15 de setembre de 1597 - 1º d'octubre de 1614 mort)
- Jacob Maximilien Villain † (2 de desembre de 1615 - 29 de novembre de 1644 mort)
- François Villain † (19 de novembre de 1646 - 28 de desembre de 1666 mort)
  - Sede vacante (1666-1670)
- Gilbert de Choiseul du Plessis Praslin † (22 de desembre de 1670 - 31 de desembre de 1689 mort)
- François de Caillebot de La Salle † (5 de maig de 1692 - de març de 1705 renuncià)
- Louis-Marcel de Coëtlogon-Méjusseaume † (7 de setembre de 1705 - 18 d'abril de 1707 mort)
- René-François de Beauvau du Rivau † (19 de desembre de 1707 - 20 de maig de 1713 renuncià[7])
- Johann Ernst von Löwenstein-Wertheim-Rochefort † (22 de maig de 1713 - 26 de juliol de 1731 mort)
- Franz Ernst von Salm-Reifferscheid † (3 de març de 1732 - 16 de juny de 1770 mort)
  - Sede vacante (1770-1776)
- Wilhelm Florentin von Salm-Salm † (20 de maig de 1776 - 23 de setembre de 1793 nomenat arquebisbe de Praga)
  - Sede vacante (1793-1802)
- François Joseph Hirn † (10 de juliol de 1802 - 17 d'agost de 1819 mort)
  - Sede vacante (1819-1829)
- Jean-Joseph Delplancq † (18 de maig de 1829 - 27 de juliol de 1834 mort)
- Gaspard-Joseph Labis † (6 d'abril de 1835 - 16 de novembre de 1872 mort)
- Edmond-Joseph Dumont † (23 de desembre de 1872 - 22 de novembre de 1879 renuncià)
- Isidore-Joseph du Rousseaux † (12 de novembre de 1880 - 23 de setembre de 1897 mort)
- Charles-Gustave Walravens † (16 de desembre de 1897 - 19 de febrer de 1915 mort)
- Amédée Crooy † (6 de desembre de 1915 - 27 de novembre de 1924 mort)
- Gaston-Antoine Rasneur † (30 de gener de 1924 - 23 de novembre de 1939 mort)
- Louis Delmotte † (24 de gener de 1940 - 8 de juliol de 1945 renuncià[8])
- Etienne Carton de Wiart † (8 de juliol de 1945 - 30 de juliol de 1948 mort)
- Charles-Marie Himmer † (29 de desembre de 1948 - 2 de juliol de 1977 jubilat)
- Jean Huard † (2 de juliol de 1977 - 4 d'octubre de 2002 mort)
- Guy Harpigny, des del 22 de maig de 2003

## Estadístiques
A finals del 2022, la diòcesi comptava amb 709.301 batejats sobre una població de 1.345.947 persones, equivalent al 52,7% del total.
| any  | població  | població  | població | sacerdots | sacerdots       | sacerdots       | sacerdots             | diàques | religiosos | religiosos | parroquies |
| ---- | --------- | --------- | -------- | --------- | --------------- | --------------- | --------------------- | ------- | ---------- | ---------- | ---------- |
| any  | batejats  | total     | %        | total     | clergat secular | clergat regular | batejats por sacerdot | diàques | homes      | dones      |            |
| 1950 |           | 1.248.000 | 0,0      | 1.430     | 1.150           | 280             | 0                     |         | 900        | 4.500      | 554        |
| 1969 | 1.130.000 | 1.331.677 | 84,9     | 1.574     | 1.165           | 409             | 717                   |         | 709        | 3.981      | 519        |
| 1980 | 1.182.000 | 1.313.294 | 90,0     | 1.272     | 937             | 335             | 929                   | 22      | 335        | 3.100      | 584        |
| 1990 | 1.000.000 | 1.271.649 | 78,6     | 934       | 663             | 271             | 1.070                 | 37      | 271        | 1.735      | 584        |
| 1999 | 950.000   | 1.284.347 | 74,0     | 681       | 518             | 163             | 1.395                 | 33      | 189        | 1.190      | 584        |
| 2000 | 920.000   | 1.284.347 | 71,6     | 649       | 490             | 159             | 1.417                 | 33      | 160        | 1.230      | 584        |
| 2001 | 910.000   | 1.280.427 | 71,1     | 620       | 477             | 143             | 1.467                 | 34      | 143        | 1.102      | 584        |
| 2002 | 900.000   | 1.284.761 | 70,1     | 593       | 456             | 137             | 1.517                 | 39      | 137        | 1.075      | 584        |
| 2003 | 900.000   | 1.279.823 | 70,3     | 570       | 440             | 130             | 1.578                 | 36      | 130        | 1.042      | 624        |
| 2004 | 900.000   | 1.279.467 | 70,3     | 548       | 418             | 130             | 1.642                 | 34      | 130        | 992        | 584        |
| 2010 | 904.905   | 1.291.850 | 70,0     | 460       | 366             | 94              | 1.967                 | 34      | 238        | 684        | 576        |
| 2014 | 994.000   | 1.328.760 | 74,8     | 366       | 277             | 89              | 2.715                 | 38      | 178        | 480        | 575        |
| 2017 | 650.000   | 1.337.759 | 48,6     | 286       | 208             | 78              | 2.272                 | 40      | 158        | 380        | 572        |
| 2020 | 708.400   | 1.344.241 | 52,7     | 273       | 202             | 71              | 2.594                 | 39      | 87         | 360        | 550        |
| 2022 | 709.301   | 1.345.947 | 52,7     | 247       | 189             | 58              | 2.871                 | 39      | 76         | 287        | 547        |